# Barenton-sur-Serre
Barenton-sur-Serre – miejscowość i gmina we Francji, w regionie Hauts-de-France, w departamencie Aisne.
Według danych na styczeń 2014 roku gminę zamieszkiwały 123 osoby, a gęstość zaludnienia wynosiła 15,1 osób/km².